# Amerykańska Talia Kart

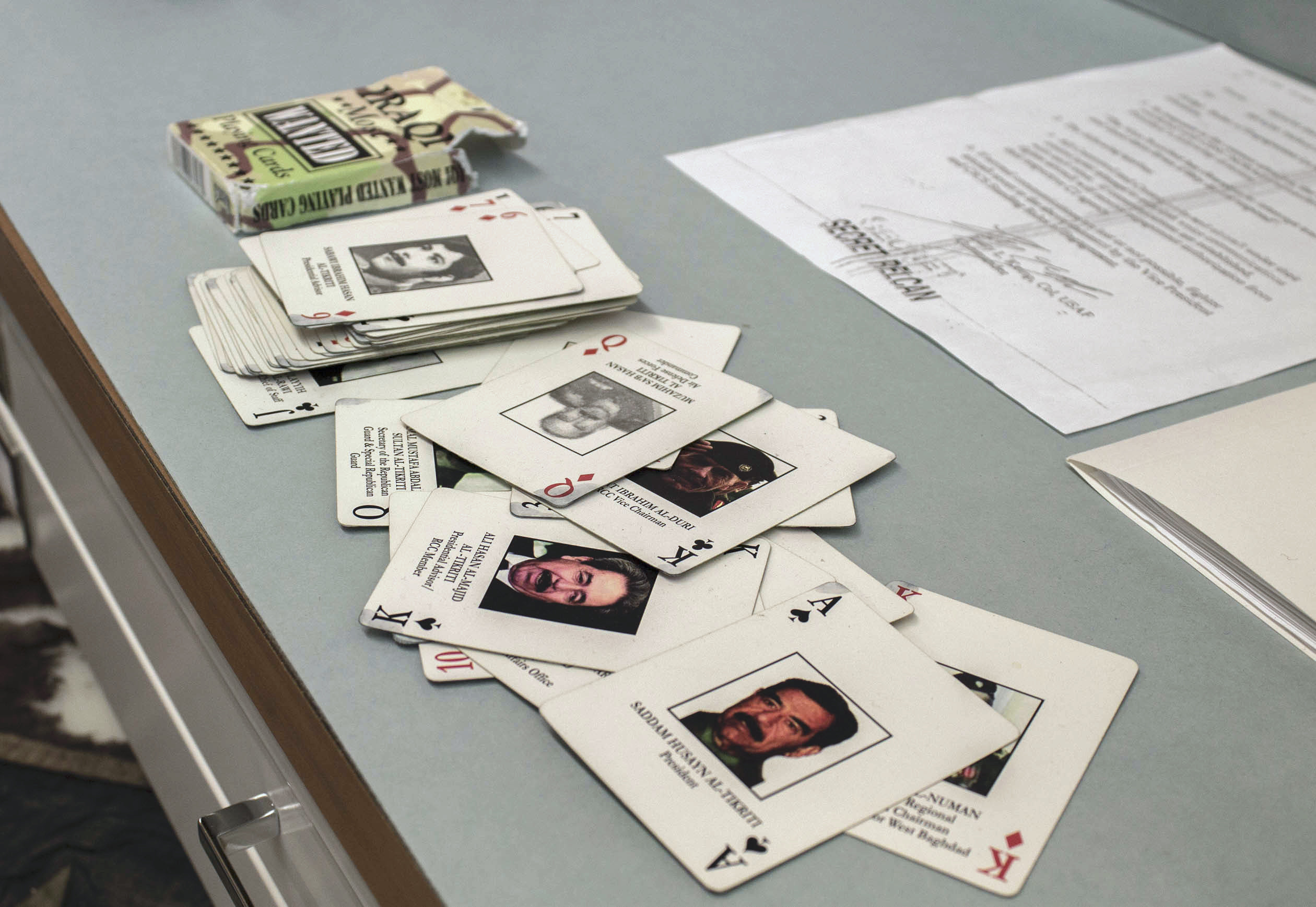
Karty z podobiznami najbardziej poszukiwanych członków rządu i najbliższych współpracowników byłego dyktatora Iraku, Saddama Husajna

Amerykańska Talia Kart (ang. Personality Identification Playing Cards także Most-Wanted Iraqi Playing Cards) – talia kart do gry z podobiznami najbardziej poszukiwanych członków rządu i najbliższych współpracowników prezydenta Iraku, Saddama Husajna, opracowana przez Defense Intelligence Agency podczas II wojny w Zatoce Perskiej, rozdana żołnierzom armii USA, by ułatwić im identyfikację ściganych.    

## Historia
Karty do gry z podobiznami ściganych stosowane były już przez wojska obydwu stron walczących w wojnie secesyjnej.  
Na początku II wojny w Zatoce Perskiej, wojska koalicji sporządziły listę 55 najbardziej poszukiwanych członków rządu i najbliższych współpracowników prezydenta Iraku Saddama Husajna (ang. Coalition’s Most Wanted List). Lista została następnie opracowana w formie kart do gry z podobiznami ściganych. Karty zostały zaprojektowane przez wojskowych Shawna Mahoneya, Scotta Boehmlera, Hansa Mumma, Josepha Barriosa i Andreia Saltera z Defense Intelligence Agency. Talia została zaprezentowana na konferencji prasowej 11 kwietnia 2003 roku przez generała Vincenta Brooksa.
Z uwagi na unikalny charakter, talia stała się natychmiast przedmiotem zainteresowań kolekcjonerów.

## Lista 55 ściganych
Talia zawierała 52 karty z nazwiskami, zdjęciami i pełnionymi funkcjami najbardziej poszukiwanych członków rządu i najbliższych współpracowników prezydenta Iraku Saddama Husajna. Podobizny zostały przyporządkowane kartom według ważności – od najważniejszych asów w dół do dwójek – Saddam Husajn został przedstawiony na karcie asa pik. Kart nie mieli: Najif Szindach Thamir, Husajn al-Awawi i Hamis Sirhan al-Muhammad. Ponadto w talii znajdowały się dwa jokery – na jednym umieszczono listę irackich stopni wojskowych a na drugim listę arabskich tytułów plemiennych. „Koszulki” kart miały wzór kamuflażu pustynnego, stosowanego przez wojska amerykańskie w Iraku.
Poniższa lista przedstawia 55 najbardziej poszukiwanych osób i karty im przyporządkowane: 
| Nr. | Karta   | Nazwisko                                                  | Tytuł                                                                  | Status |
| --- | ------- | --------------------------------------------------------- | ---------------------------------------------------------------------- | --- |
| 1.  | ♠ As    | Saddam Hussein                                            | Prezydent Iraku, przewodniczący irackiej Rady Dowództwa Rewolucji      | Pojmany 13 grudnia 2003, stracony 30 grudnia 2006                                                                                   |
| 2.  | ♣ As    | Kusajj Saddam Husajn                                      | Zwierzchnik Głównej Dyrekcji Wywiadu i dowódca Gwardii Republikańskiej | Zginął 22 czerwca 2003 |
| 3.  | ♥ As    | Udajj Saddam Husajn                                       | Zwierzchnik milicji Fedaini Saddama                                    | Zginął 22 czerwca 2003 |
| 4.  | ♦ As    | Abid Al-Hamid Mahmud                                      | Minister, Sekretarz prezydenta                                         | Pojmany 18 czerwca 2003, stracony 7 czerwca 2012                                                                                    |
| 5.  | ♠ Król  | Ali Hasan al-Madżid Chemical Ali (pol. „Chemiczny Ali”)   | Doradca prezydenta                                                     | Uchodził za zmarłego 5 kwietnia 2003, pojmany 21 sierpnia 2003, wielokrotnie skazany na śmierć, stracony 25 stycznia 2010           |
| 6.  | ♣ Król  | Izzat Ibrahim ad-Duri                                     | Wiceprzewodniczący irackiej Rady Dowództwa Rewolucji                   | |
| 7.  | ♥ Król  | Hani Abd al-Latif Talfah at-Tikriti                       | Dyrektor Specjalnej Organizacji Bezpieczeństwa                         | |
| 8.  | ♦ Król  | Aziz Salih Numan                                          | Komendant milicji Partii Baas                                          | Pojmany 22 maja 2003 |
| 9.  | ♠ Dama  | Muhammad Hamza az-Zubajdi                                 | Premier Iraku w latach 1991–93                                         | Pojmany 21 kwietnia 2003, zmarł w szpitalu wojskowym 2 grudnia 2005                                                                 |
| 10. | ♣ Dama  | Kamal Mustafa                                             | Sekretarz Generalny Gwardii Republikańskiej                            | Pojmany 17 maja 2003 |
| 11. | ♥ Dama  | Barzan Abd al-Ghafur Sulajman at-Tikriti                  | Komendant Specjalnej Gwardii Republikańskiej                           | Pojmany 23 lipca 2003 |
| 12. | ♦ Dama  | Muzahim Sa'b Hasan at-Tikriti                             | Komandor obrony lotniczej                                              | Pojmany 23 kwietnia 2003 |
| 13. | ♠ Walet | Ibrahim Ahmad Abd al-Sattar Muhammad                      | Szef sztabu armii irackiej                                             | Pojmany 15 maja 2003 |
| 14. | ♣ Walet | Saif ad-Din Fulajjih Hassan Taha ar-Rawi                  | Szef sztabu Gwardii Republikańskiej                                    | |
| 15. | ♥ Walet | Rafi Abd al-Latif at-Talfah                               | Dyrektor Służby Bezpieczeństwa                                         | |
| 16. | ♦ Walet | Tahir Dżalil Habbusz al-Tikriti                           | Dyrektor Głównej Dyrekcji Wywiadu                                      | |
| 17. | ♠ 10    | Hamid Radża Salah at-Tikriti                              | Komandor Irackich Sił Powietrznych                                     | Pojmany 14 czerwca 2003 |
| 18. | ♣ 10    | Latif Nusajjif al-Dżasim al-Dulajmi                       | Członek zarządu Partii Baas                                            | Pojmany 9 czerwca 2003 |
| 19. | ♥ 10    | Abd at-Tawab Mulla Huwajsz                                | Wicepremier                                                            | Pojmany 2 maja 2003 |
| 20. | ♦ 10    | Taha Jasin Ramadan                                        | Wiceprezydent Iraku                                                    | Pojmany 18 sierpnia 2003, stracony 20 marca 2007                                                                                    |
| 21. | ♠ 9     | Rukan Razuki Abd al-Ghafar                                | Minister ds. plemion                                                   | |
| 22. | ♣ 9     | Dżamal Mustafa Abdallah Sultan at-Tikriti                 | Wiceminister ds. Plemion                                               | Pojmany 20 kwietnia 2003 |
| 23. | ♥ 9     | Mizban Chidir al-Hadi                                     | Członek Rady Dowództwa Rewolucji                                       | Pojmany 9 czerwca 2003 |
| 24. | ♦ 9     | Taha Muhji ad-Din Maruf                                   | Wiceprezydent Iraku, członek irackiej Rady Dowództwa Rewolucji         | Pojmany 2 maja 2003, zmarł 9 sierpnia 2009                                                                                          |
| 25. | ♠ 8     | Tarik Aziz                                                | Wicepremier                                                            | Poddał się 24 kwietnia 2003, 26 października 2010 został skazany na karę śmierci przez powieszenie, zmarł w szpitalu 5 czerwca 2015 |
| 26. | ♣ 8     | Walid Hamid Taufik at-Tikriti                             | Gubernator Basry                                                       | Poddał się 29 kwietnia 2003 |
| 27. | ♥ 8     | Sultan Haszim Ahmad al-Tai                                | Minister Obrony                                                        | Poddał się 19 września 2003, skazany na karę śmierci 24 czerwca 2007                                                                |
| 28. | ♦ 8     | Hikmat Mizban Ibrahim al-Azzawi                           | Wicepremier, minister Gospodarki i Finansów                            | Pojmany 19 kwietnia 2003 |
| 29. | ♠ 7     | Mahmud Dżijab al-Ahmad                                    | minister spraw wewnętrznych                                            | Poddał się 8 sierpnia 2003 |
| 30. | ♣ 7     | Ajad Futajjih Al-Rawi                                     | Szef sztabu armii Al Quds                                              | Pojmany 5 czerwca 2003 |
| 31. | ♥ 7     | Zuhajr Talib Abd al-Sattar al-Nakib                       | Dyrektor wywiadu wojskowego                                            | Pojmany 23 kwietnia 2003 |
| 32. | ♦ 7     | Amir Hamudi Hasan al-Sadi                                 | Doradca prezydenta ds. Nauki                                           | Poddał się 12 kwietnia 2003 |
| 33. | ♠ 6     | Amir Muhammad Raszid al-Ubajdi                            | Doradca prezydenta                                                     | Pojmany 28 kwietnia 2003 |
| 34. | ♣ 6     | Husam Muhammad al-Yasin                                   | Dyrektor Narodowego Wydziału Inwigilacji                               | Pojmany ok. 27 kwietnia 2003, zwolniony w grudniu 2005                                                                              |
| 35. | ♥ 6     | Muhammad Mahdi as-Salih                                   | Minister Handlu                                                        | Pojmany 23 kwietnia 2003 |
| 36. | ♦ 6     | Sabawi Ibrahim at-Tikriti                                 | Członek Partii Baas, przyrodni brat Saddama Husajna                    | Aresztowany 27 lutego 2005, zmarł 8 lipca 2013                                                                                      |
| 37. | ♠ 5     | Watban Ibrahim at-Tikriti                                 | Członek Partii Baas, przyrodni brat Saddama Husajna                    | Pojmany 13 kwietnia 2003 |
| 38. | ♣ 5     | Barzan Ibrahim at-Tikriti                                 | Członek Partii Baas, przyrodni brat Saddama Husajna                    | Pojmany 16 kwietnia 2003, stracony 15 stycznia 2007                                                                                 |
| 39. | ♥ 5     | Huda Salih Mahdi Ammasz Mrs. Anthrax (pol. „Pani Wąglik”) | Członek Rady Dowództwa Rewolucji                                       | Pojmana 5 maja 2003, zwolniona z aresztu w grudniu 2005 roku                                                                        |
| 40. | ♦ 5     | Abd al-Baqi Abd al-Karim as-Saʿdun                        | Przewodniczący Partii Baas, komandor milicji w prowincji Bagdad        | |
| 41. | ♠ 4     | Muhammad Zimam Abd ar-Razzak as-Sadun                     | Przewodniczący Partii Baas, komandor milicji w prowincji Niniwa        | Pojmany 14 lutego 2004 |
| 42. | ♣ 4     | Samir Abdul Aziz al-Nadżim                                | Przewodniczący Partii Baas, komandor milicji w prowincji Dijala        | Pojmany 17 kwietnia 2003 |
| 43. | ♥ 4     | Humam Abd al-Kalik Abd al-Ghafur                          | Minister ds. Edukacji i Badań Naukowych                                | Pojmany 21 kwietnia 2003 |
| 44. | ♦ 4     | Yahya Abdallah al-Ubaidi                                  | Przewodniczący Partii Baas, komandor milicji w prowincji Basra         | |
| 45. | –       | Najif Szindach Thamir                                     | Przewodniczący Partii Baas, komandor milicji w prowincji Salah ad-Din  | |
| 46. | ♣ 3     | Sajf al-Din al-Maszhadani                                 | Przewodniczący Partii Baas, komandor milicji w prowincji Al-Musanna    | Pojmany 24 maja 2003 |
| 47. | ♥ 3     | Fadil Mahmud Gharib                                       | Przewodniczący Partii Baas, komandor milicji w prowincji Karbala       | Pojmany 15 maja 2003 |
| 48. | ♦ 3     | Muhsin Khadir al-Szafadżi                                 | Przewodniczący Partii Baas, komandor milicji w prowincji Al-Kadisijja  | Pojmany 7 lutego 2004 |
| 49. | ♠ 2     | Raszid Taan Kazim                                         | Przewodniczący Partii Baas, komandor milicji w prowincji Al-Anbar      | |
| 50. | ♣ 2     | Ugla Abid Siqir al-Kubajsi                                | Przewodniczący Partii Baas, komandor milicji w prowincji Majsan        | Pojmany 20 maja 2003 |
| 51. | ♥ 2     | Ghazi Hammud al-Ubajdi                                    | Przewodniczący Partii Baas, komandor milicji w prowincji Wasit         | Pojmany 7 maja 2003 |
| 52. | ♦ 2     | Adil Abdallah Mahdi al-Duri at-Tikriti                    | Przewodniczący Partii Baas, komandor milicji w prowincji Zi Kar        | Pojmany 15 maja 2003 |
| 53. | –       | Husajn al-Awawi                                           | Przewodniczący Partii Baas, komandor milicji w prowincji Niniwa        | Pojmany 9 czerwca 2003 |
| 54. | –       | Hamis Sirhan al-Muhammad                                  | Przewodniczący Partii Baas, komandor milicji w prowincji Karbala       | Pojmany 11 stycznia 2004 |
| 55. | ♠ 3     | Saad Abd al-Madżid al-Fajsal                              | Przewodniczący Partii Baas, komandor milicji                           | Pojmany 24 maja 2003 |

Pik ♠ / Trefl ♣ / Kier ♥ / Karo ♦